# Mark I
De Britse Mark I , was de eerste tank die werkelijk werd ingezet op het slagveld; op 15 september 1916 deden 49 machines van dit type mee aan een aanval bij Flers tijdens de Slag aan de Somme.
Om de impasse, waarin de Eerste Wereldoorlog was geraakt, te doorbreken zochten alle betrokken partijen koortsachtig naar nieuwe wapens.
- Het Britse leger had als eerste een werkende machine gereed voor inzet. Van de in totaal 49 machines die op de eerste dag werden ingezet, haalden slechts 39 de frontlijn en het merendeel hiervan werd al snel door de Duitsers uitgeschakeld.
- De Mark I werd binnen een jaar opgevolgd door betere typen (Mark II, Mark IV) en ook het Franse en Duitse leger kwamen in respectievelijk 1917 (Schneider) en 1918 (A7V) met een dergelijk wapen.

## Achtergronden
Al ruim voor de Eerste Wereldoorlog hadden verschillende militairen de ontwikkeling bepleit van gepantserde rupsvoertuigen als een logisch uitvloeisel van de vervanging van spierkracht door machinekracht. Vanwege de hoge kosten had echter geen enkel leger zelfs maar een prototype vervaardigd. Op een heel geleidelijke wijze evolueerden commerciële legervrachtauto's in pantserwagens toen de troepen om zich te beschermen hun voertuigen voorzagen van geïmproviseerde pantserplaten. Vrachtautofabrieken begonnen daarna (vanaf 1902) speciale pantserwagens te produceren. Deze pantserwagens waren maar beperkt bruikbaar op het slagveld door hun geringe terreinvaardigheid.

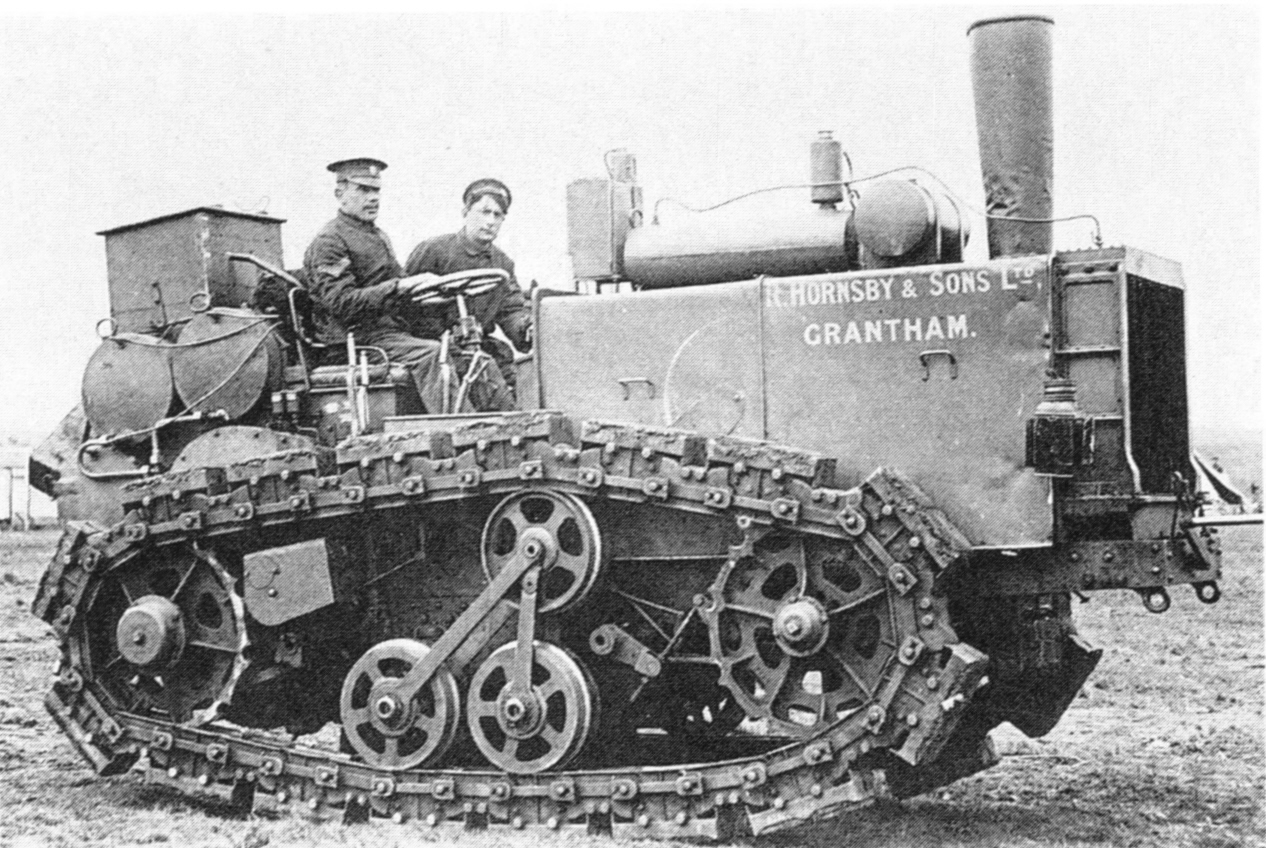
De Hornsby 1909 War Office Tractor, een rupsbandtractor met benzine-paraffinemotor; dergelijke tractoren deden bij velen onafhankelijk het idee opkomen van pantserrupsvoertuigen

In 1914 gebruikten alle partijen vanaf het begin van de oorlog dit soort pantserwagens, zo ook de Britten. Toen de fronten nog in beweging waren, bewezen ze hun nut. Maar al snel verzandde de strijd in een loopgravenoorlog. Op 19 oktober 1914 kwam een Britse officier, majoor Ernest Dunlop Swinton, op het idee om gepantserde rupstractoren gepantserde sledes vol soldaten over de vijandelijke loopgraven heen te laten trekken. Op de mogelijkheid rupstractoren voor oorlogsdoeleinden te gebruiken was hij in juli 1914 al gewezen door een bevriende Zuid-Afrikaanse ingenieur, Hugh Marriott. Onafhankelijk van hem kwam in 1915 de Franse kolonel Estienne op precies dezelfde gedachte. Swinton stuurde een nota aan zijn functioneel superieur, luitenant-kolonel Maurice Hankey. Hankey probeerde eerst informeel Lord Kitchener, toen Minister van Defensie, te polsen, maar die toonde weinig belangstelling. Hij stuurde daarop eind december een memorandum aan het Committee of Imperial Defence, waar hijzelf de secretaris van was, met als lid de First Lord of the Admiralty Winston Churchill. Hierin stelde hij de bouw van een gigantische stalen roller voor, voort te duwen door een rupstractor, waarachter soldaten veilig konden oprukken. Churchill schreef op 5 januari 1915 op zijn beurt weer een nota aan premier Herbert Asquith, waarin hij de vaste verwachting uitsprak dat de Duitsers weldra met een soortgelijk wapen zouden komen (iets waarvoor overigens niet het minste bewijs bestond). Verontrust beval Asquith veldmaarschalk Kitchener een commissie in het leven te roepen, het Inventions Committee onder leiding van generaal Scott-Moncrieff (de directeur fortificaties), die de ontwikkeling van pantservoertuigen moest bestuderen.
Op 17 februari 1915 testte het leger Swintons voorstel door bij Shoeburyness een Amerikaanse Holt-tractor een zwaar beladen stalen bak door de modder te laten voorttrekken. Kapitein Tom Tulloch had hierbij de directe leiding gekregen omdat hij zelf al in 1911 een (afgewezen) voorstel had gedaan een tank te ontwikkelen. Het experiment, Trojan Horse genoemd, mislukte echter volkomen en met een zekere opluchting kwam men tot de conclusie dat pantservoertuigen onbruikbaar waren. Achttien dagen eerder was Eugène Brillié, hoofdingenieur van het Franse Schneider, bij het bekijken van dezelfde tractor tot de tegengestelde slotsom gekomen en had de ontwikkeling gestart van de eerste Franse tank. Even leek het erop dat de Fransen de tankrace zouden gaan winnen.

## Eerste projecten

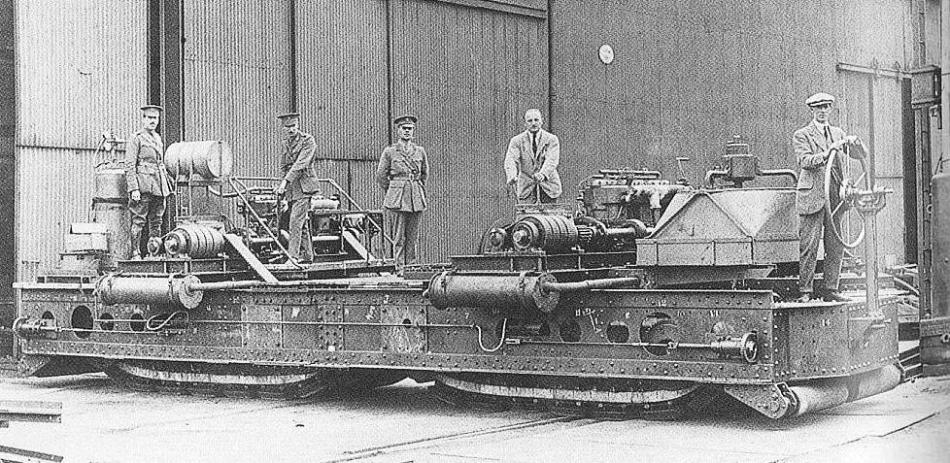
Het Pedrail Landship, zoals gebouwd bij Stothert & Pitt te Bath

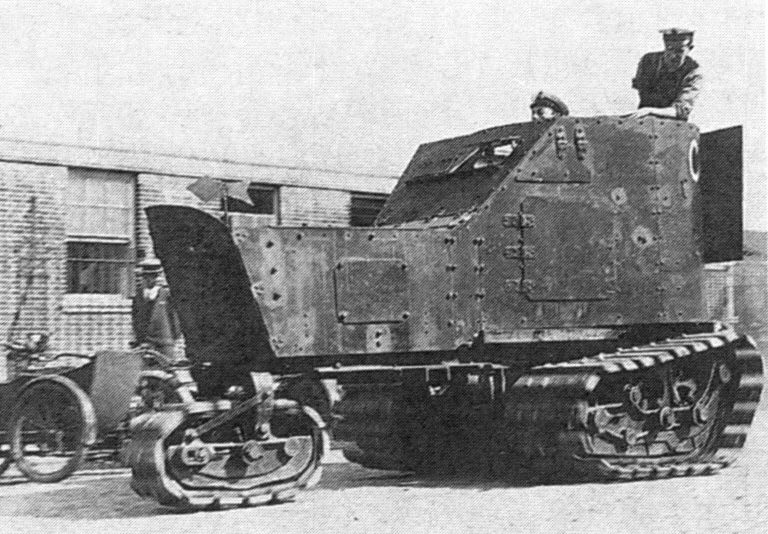
De gepantserde Killen-Strait

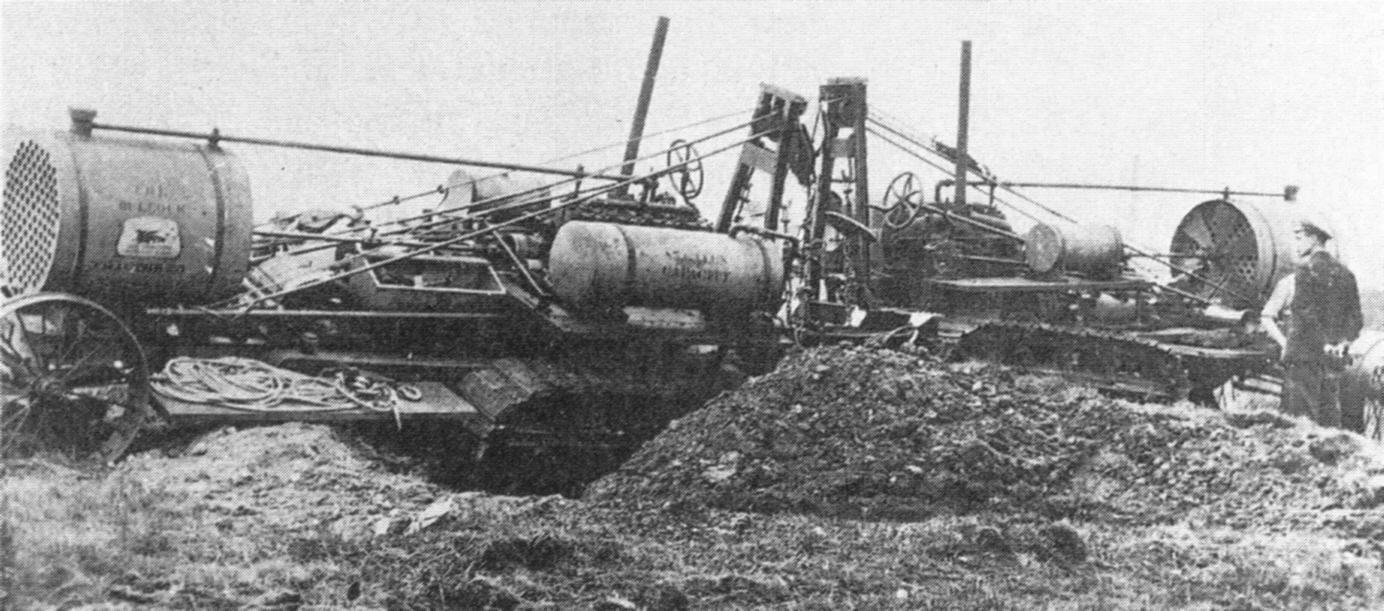
Twee gekoppelde Bullocktractoren; het geheel heeft zichzelf vastgewerkt in een loopgraaf

Churchill was echter niet van plan zich hierbij neer te leggen. Als het leger niet verder wilde, zou de marine alleen opstomen. Hij richtte op 20 februari het Landship Committee op, onder voorzitterschap van een uiterst verbaasde Eustace Tennyson Henry William d'Eyncourt, de directeur marinescheepsbouw, die eerst niet kon begrijpen wat dit alles met zijn organisatie van doen had. Een belangrijk medewerker was de secretaris, luitenant Albert Gerald Stern (1878-1966), in het burgerleven een invloedrijk bankier. Ook maakte fabrikant William Ashbee Tritton deel uit van het gezelschap: Churchill kende hem van een eerder plan voor een bruggenleggende tractor. De commissie hoefde niet op zoek naar nieuwe ideeën. Die waren al aangeleverd uit een heel onverwachte hoek: de Royal Naval Air Service. Toen de Britse marineluchtvaartdienst namelijk vliegvelden in Noord-Frankrijk in gebruik nam, stuurde ze een contingent pantserwagens mee ter bescherming en om neergekomen piloten op te pikken. Stern was in december begonnen met het verbeteren van die pantserwagens. Officieren van dit onderdeel werden door de gevechtshandelingen geïnspireerd tot het maken van allerlei onconventionele plannen.
Commandeur Thomas Hetherington had al op 17 februari voorgesteld een "landslagschip", het Big Wheel Landship, te construeren in de vorm van een gigantische driewieler met wielen van 40 voet doorsnee. Het geval van dertig meter lengte en 300 ton gewicht (door een pantsering van 76 mm rondom) moest voorzien worden van drie gevechtstorens, ieder bewapend met twee 102 mm kanonnen en voortgestuwd worden door een 800 pk duikbootmotor. Natuurlijk moest ook hij meteen lid worden van de commissie. Churchill keurde de bouw van zes prototypes goed, zij het dan in verkleinde vorm met wielen van 15 voet, daar voorlopige berekeningen hadden aangetoond dat het gewicht anders eerder rond de 1000 ton zou komen te liggen. Fosters, het bedrijf van Tritton te Lincoln bouwde een houten model op ware grootte, dat iedereen ervan overtuigde dat het toch niet zo'n goed plan was. Begin juni werd de ontwikkeling stopgezet. Wonderlijk genoeg voltooide in augustus 1915 Rusland echter wel de bouw van een soortgelijk prototype: de "Tsaartank".
Kapitein Murray Sueter stelde op 4 maart voor een voertuig te ontwikkelen gebaseerd op de Pedrail tractor van het merk Diplock, een machine met één enkele brede rupsband in het midden. Op 26 maart keurde Churchill de bouw van 12 prototypes goed. De feitelijke ontwikkeling werd in handen gelegd van kolonel R.E.B. Crompton (1845-1940) en luitenant Walter Gordon Wilson (1873-1956), beide ervaren ingenieurs. Wilson had in 1906 de Armstrong-Whitworth pantserwagen ontwikkeld. Crompton was al als hoofdingenieur bij het hele project betrokken omdat het vierde lid van het Landship Committee, kolonel Dumble, hem in januari gevraagd had een soort beweegbaar fort rond een tractor te ontwerpen, dat het mogelijk moest maken vijandelijke loopgraven van boven te bestormen door er het fort bovenop te zetten. Crompton kwam al in maart tot de conclusie dat de Britse Pedrail volslagen ongeschikt was. Het chassis was te lang en de motor te zwak. Hoewel de ontwikkeling van een Pedrail-voertuig langzaam doorging en uitmondde in een (nooit voltooid) prototype van een 32 ton vlammenwerper, probeerde Crompton een andere basis te vinden. Hij zond luitenant George Field naar de Verenigde Staten om er een fabrikant te vinden die bereid was grote aantallen rupsbanden te leveren - men was op dat moment niet van plan ze zelf in licentie te produceren. Holt liet weten dat hun orderboekje al voor jaren vol zat. Door deze toevallige samenloop van omstandigheden zouden de eerste Britse tanks, anders dan de Franse en Duitse, niet op de Holt-tractor gebaseerd zijn.
Het lukte Field echter wel om twee andere fabrikanten te vinden. Eind maart stuurde hij de Killen-Strait rupstractor op. Op zichzelf te klein om verder te ontwikkelen, werd dit voertuig gebruikt voor allereerste proefnemingen in terreinvaardigheid en het vermogen pantserplaten te dragen. Het kan in de laatste vorm, voorzien van de pantseropbouw van de Delauny-Belleville pantserwagen, gezien worden als het allereerste gepantserde rupsvoertuig en wordt als zodanig vermeld in het Guinness Book of Tank Facts and Feats. De andere fabrikant was de Bullock fabriek te Chicago, die één enkele tractor aan een Engels bedrijf geleverd had. Crompton bekeek die op 28 april en liet toen via Field twee Bullock Creeping Grip Caterpillar tractoren bestellen, hoewel de laatste waarschuwde dat de kwaliteitsstandaard bij Bullock erbarmelijk was. Die waren op zich nog steeds te klein, maar door de voertuigen aan elkaar te koppelen, kon toch het vereiste overschrijdingsvermogen verkregen worden. Op 10 mei werden er twee paar extra lange rupsbanden besteld om desnoods het loopwerk te verlengen. De tractoren kwamen op 16 juni in Engeland aan; de rupsbanden op 3 augustus.
Begin juli begon het War Office zich met de zaak te bemoeien. Tenslotte was het het leger en niet de marine dat met de dingen zou moeten vechten - en het leger zou dus wel bepalen hoe ze eruit kwamen te zien. Het Inventions Committee was midden juni nieuw leven ingeblazen en kwam nu naar buiten met een lijst specificaties. Crompton kreeg het bevel af te zien van infanterietransport (zijn eerste ontwerpen waren het idee van een beweegbaar fort nog niet ontgroeid) en alle klemtoon te leggen op de bewapening. Koepels met kanonnen moesten worden aangebracht. Crompton probeerde dit met zijn bestaande ontwerpen te integreren, maar het lukte hem niet tot een bevredigende oplossing te komen. Sueter, die al bezig was met de training van bemanningen, raakte ongeduldig - zo ongeduldig dat hij een zekere luitenant MacFie 700 pond gaf om een alternatieve tank te ontwikkelen bij fabrikant Nesfield, welk project echter in onderlinge ruzie eindigde. Op zijn aandringen besloot op 22 juli 1915 het Landship Committee de ontwikkeling van een enkelvoudig voertuig, te baseren op een verlengde Bullock rupstractor, op te dragen aan Fosters, het bedrijf van William Tritton, onder toezicht van luitenant Wilson. Op 5 augustus ging Stern ertoe over de bejaarde Crompton (geboren in 1845 had hij nog als cadet deelgenomen aan de Krimoorlog) al het werk uit handen te nemen. Tezelfdertijd werden op bevel van Asquith de beide commissies samengevoegd tot het Experiments Committee. Churchill was eigenlijk opgelucht dat het leger "zijn" project overnam, want door het mislukken van het Dardanellenoffensief waren zijn dagen als marineminister geteld: weldra zou hij als bataljonscommandant naar het front in Vlaanderen gaan. Kolonel Crompton was echter verbitterd, en bleef doorgaan met het (vruchteloos) ontwerpen van tanks: zijn zogenaamde Emplacement Destroyers.

## Little Willie

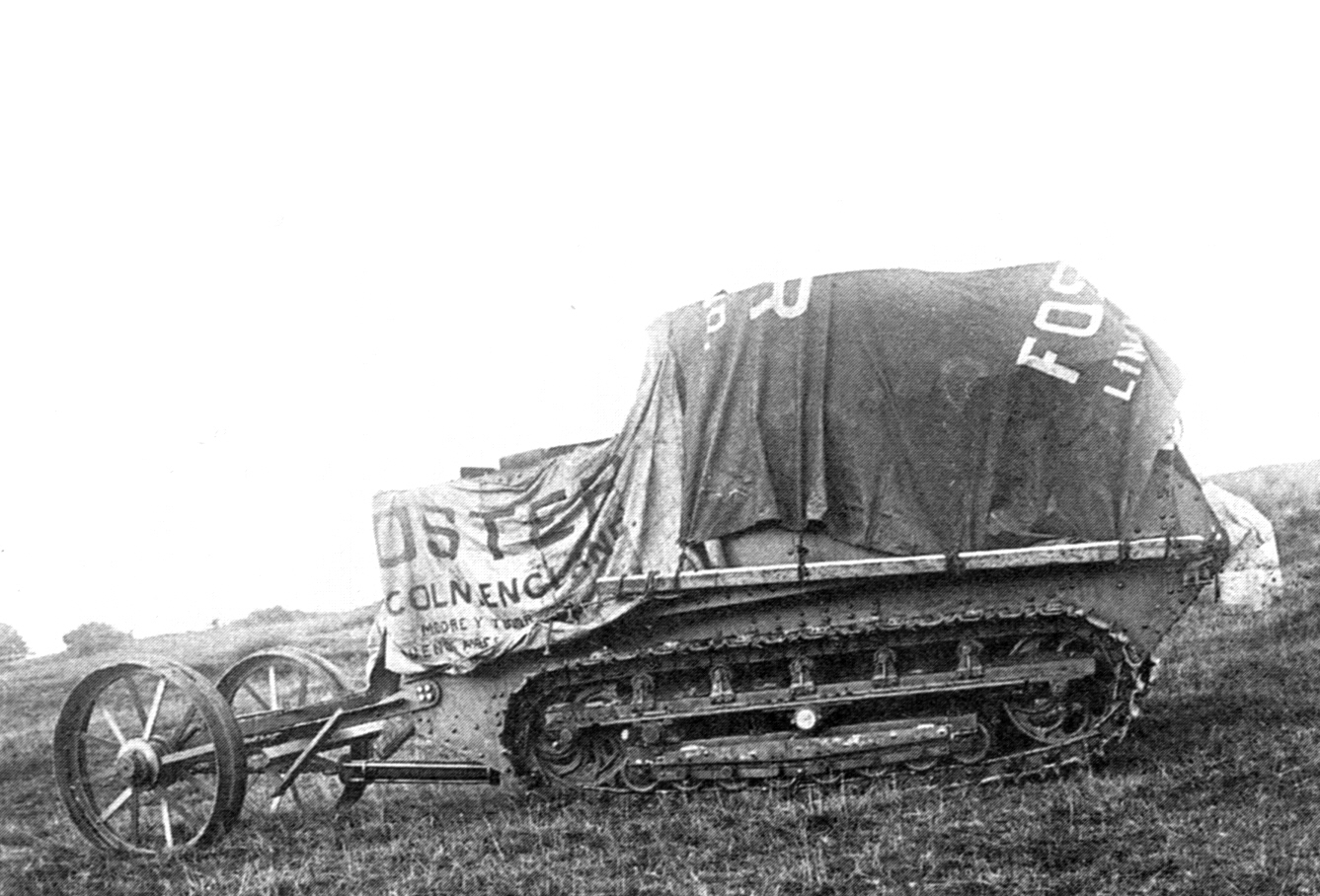
De Nº 1 Lincoln Machine ofwel Little Willie in zijn oorspronkelijke vorm, nog met de Bullockophanging

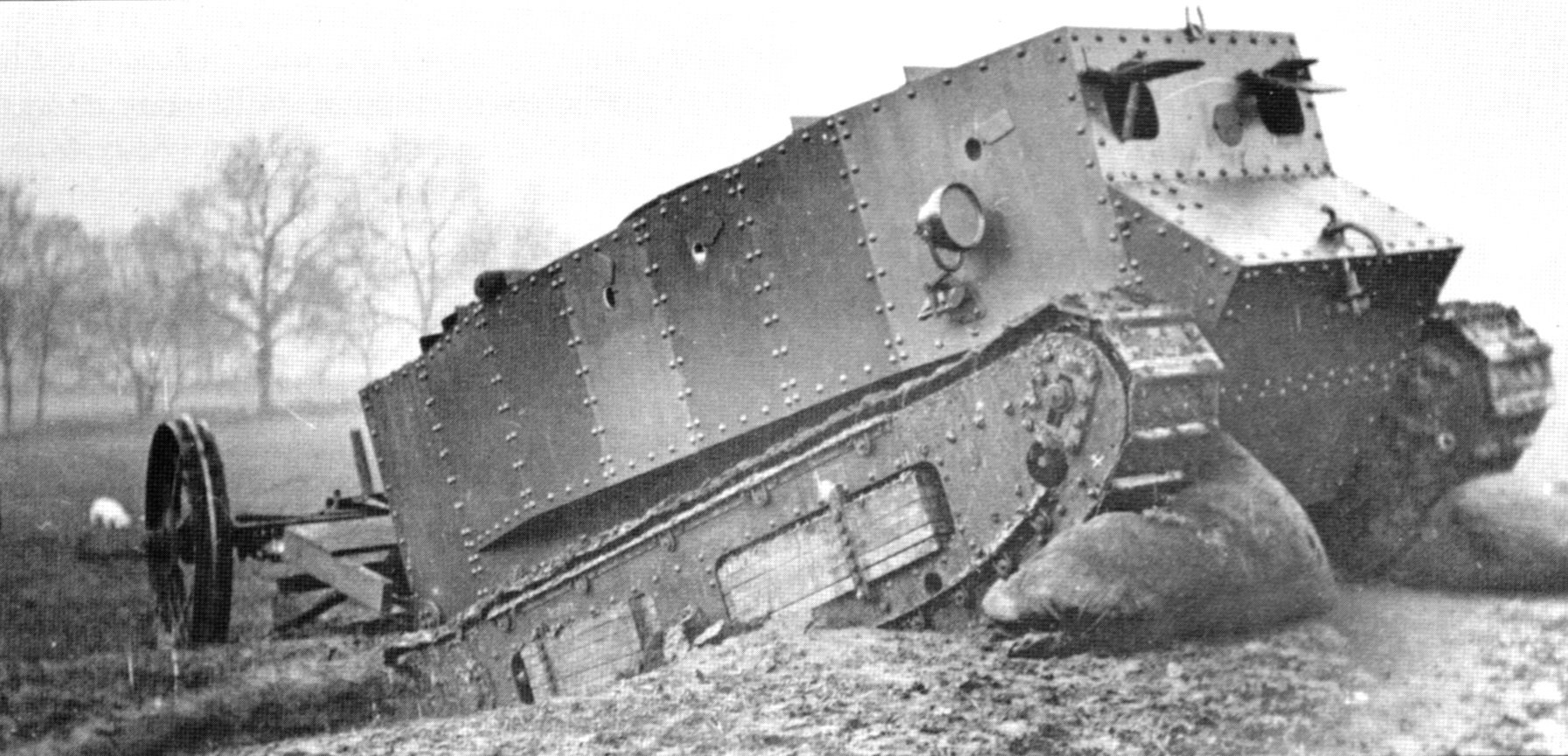
Little Willie, het eerste voltooide tankprototype uit de geschiedenis

Op 11 augustus werd begonnen met de constructie van het nieuwe prototype, toen onder de naam van Tritton Machine of de Nº 1 Lincoln Machine. Het meeste werk werd hierbij verricht door Fosters hoofdingenieur William Rigby. Er werd geen echt pantserstaal gebruikt. De mechanische onderdelen ervan waren overgenomen (of aangepast van die) van de Foster-Daimler zware tractor; ook werd de 105 pk Daimler motor gebruikt. Door de Bullock rupsband te verlengen tot een lengte van zeven loopwielen in plaats van de oorspronkelijke vier, kreeg de doosvormige romp, gepantserd met gewoon staal, voldoende overschrijdingsvermogen. De maximumsnelheid werd geschat op twee mijl per uur, het gewicht op 16,5 ton. Er werd al een begin gemaakt met het aanbrengen van een bewapende koepel — vermoedelijk eerst een dummy, maar het lag in de bedoeling uiteindelijk een echte toren aan te brengen, bewapend met een 40 mm tweeponder Maxim snelvuurkanon, die van voor naar achter schuifbaar moest zijn over rails op de bovenkant van de romp — toen tijdens de eerste rijtesten op 8 en 10 september bleek dat de oorspronkelijke rupsband onvoldoende tractie opleverde en zo soepel was dat hij zichzelf al loswerkte bij het rijden op de fabrieksvloer. Eerst werd gedacht dat de oorzaak gelegen was in een te platte onderkant die te veel scheerkrachten zou opwekken tijdens het draaien. Toen echter het loopwerk van onderen wat afgerond was, liep de rupsband er bij iedere oneffenheid in het terrein nog steeds af — Field had al gemeld dat de schakels zo slecht pasten dat de arbeiders bij Bullock ze met voorhamers in het loopwerk sloegen! Een geheel nieuw type band werd in allerijl door Tritton en Rigby ontworpen, dat in horizontale stand niet verder door kon zakken door uitsteeksels aan de zijkant van de schakels die tussen twee omlopende rails aan de zijkant van het rupsbandframe gleden. Omdat ze behalve naar beneden zo ook niet naar boven konden bewegen, zouden alle Britse productietanks uit de Eerste Wereldoorlog ongeveerd zijn.
Toen deze band begin december aangebracht kon worden, waarbij ook de hele ophanging van een nieuw type werd dat, aan een enkele draaias aan de romp verbonden, een beetje horzontaal kon meegeven, kreeg het prototype de naam: Little Willie, een verwijzing naar William Tritton zelf (en daarbij een ietwat infantiele scabreuze grap richting de Duitse kroonprins). Dit voertuig had géén koepel en was zeer vergelijkbaar met de Franse Schneider. Het werd voorlopig bewapend met zes Deense Madsen machinegeweren. Toch zou het niet in productie gaan.

## Mother
Al tijdens de ontwikkeling van Little Willie was luitenant Wilson ontevreden over het klimvermogen. Hij bedacht op 17 augustus een simpele oplossing om dat aanzienlijk te verbeteren. Hij bouwde een houten model van een voertuig waarvan de rupsbanden van voren in een punt schuin omhoogstaken en over de bovenkant weer terugliepen. Zo ontstond het karakteristieke parallellogramvormige model van de eerste tank. Omdat hierdoor het zwaartepunt erg hoog kwam te liggen, werd dit, op advies van Tennyson d' Eyncourt, gecompenseerd door de bewapening in barbettes aan de zijkant aan te brengen. Op 29 september werd besloten een echt prototype te bouwen. Eerst heette dit voertuig de Wilson Machine, toen His Majesty's Landship Centipede, daarna Big Willie, maar uiteindelijk kreeg het de naam Mother.
Eerst plande men een bewapening met een 40 mm tweeponder in één barbette en een 75 mm berghouwitser in de andere, maar de marine stelde die maand voorlopig vijftig 57 mm zesponder kanonnen beschikbaar. Op 3 december bleek het aandrijvingsgedeelte goed te werken; op 6 december was de romp zo goed als gereed. Op 12 januari 1916 maakte het voertuig zijn eerste officiële testrit; de volgende dag reed het naar Burton Park voor de eerste veldbeproevingen. Op 20 januari vuurde de tank zijn eerste schot af waarbij Hetherington en Stern (nu beiden majoor) op het nippertje aan de dood ontsnapten: het kanon wilde niet meteen afgaan en ze stonden al op het punt het sluitstuk te openen om te zien of het slaghoedje defect was.

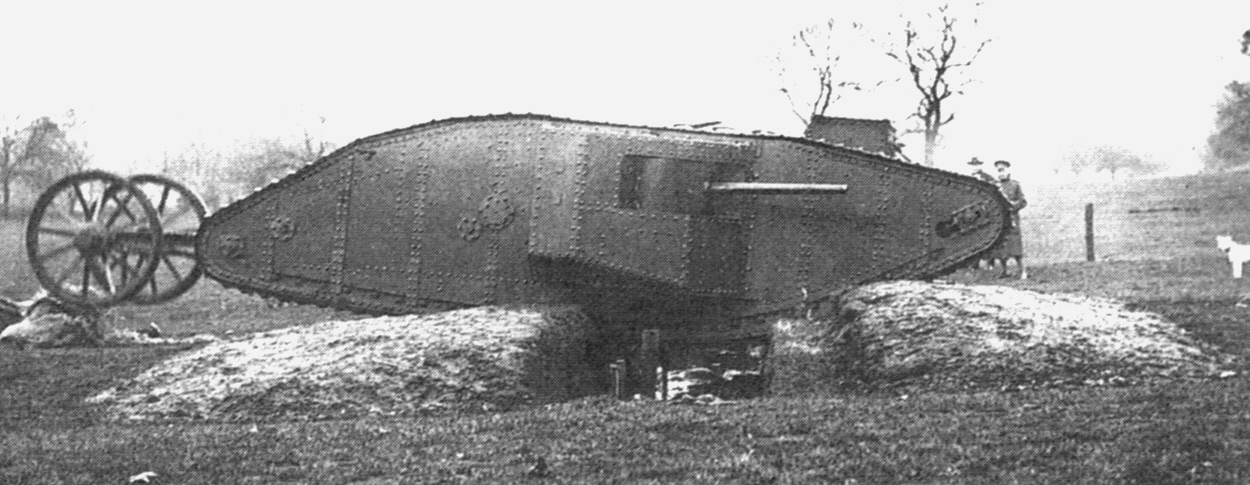
Mother tijdens beproevingen in Hatfield Park naast de golfbaan van Lord Salisbury

Het prototype was voltooid op 26 januari 1916, toen het per spoor naar Hatfield Park in Hertfordshire vervoerd werd, samen met Little Willie. Op 29 januari en 2 februari vonden daar geslaagde demonstraties van beide voertuigen plaats, waarbij opperbevelhebber in Frankrijk Lord Kitchener en Lloyd George (toen Minister van Wapenproductie) tot de toeschouwers behoorden. Kitcheners oordeel was sceptisch: "Met zulk schattig blikken speelgoed zal de oorlog nooit gewonnen worden...". Op 8 februari was er een speciale vertoning voor koning George V van Engeland, die zeer enthousiast was; een opgetogen rapport hierover van D'Eyncourt aan Churchill is de eerste contemporaine bron waarin het woord "tank" staat, dat toen dus al gangbaar was. Little Willie werd toen al niet meer serieus genomen en op 12 februari maakte het Ministerie van Wapenproductie de keuze voor Mother met een bestelling van 100 stuks, 25 te bouwen door Fosters en 75 door Metropolitan Carriage, Wagon and Finance Co. te Oldbury. Stern kreeg de taak de productie te coördineren, als directeur-generaal van een nieuw op te richten Tank Supply Department.

## Beschrijving

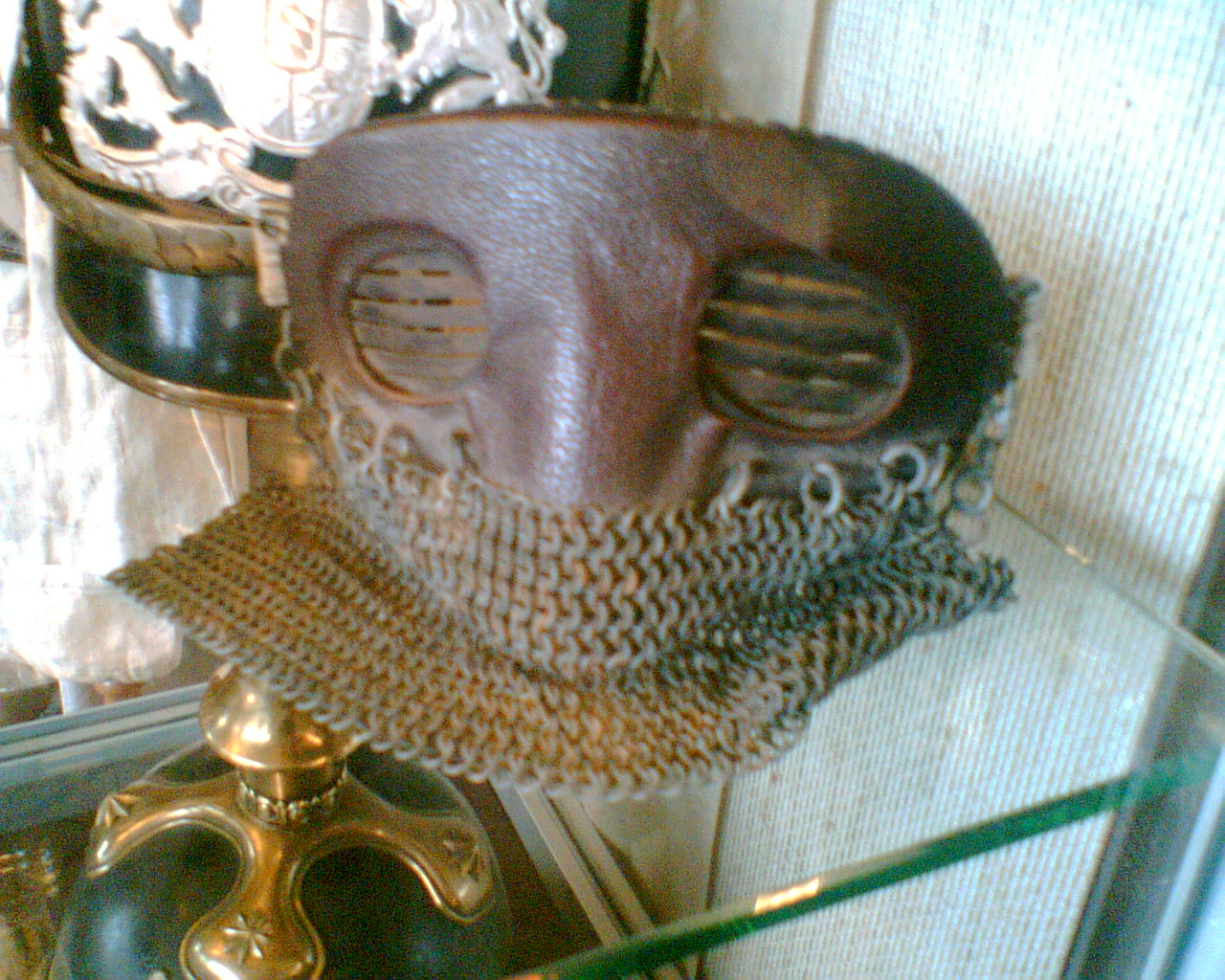
Tankmasker

Het enigszins paradoxale aan de eerste tank is dat hij volgens de moderne definitie helemaal geen tank is. Een koepel ontbreekt immers. De eerste tank in de moderne vorm is de Franse Renault FT-17. Mother was wat de Engelsen een box tank noemen: een enkele ruimte waar alles in onder gebracht was. Motor, transmissie, 227 liter benzine, vier vaten olie en smeervet, leidingen, bedrading, bewapening, 332 granaten, 6272 kogels, water, voedsel, acht manschappen en twee postduiven (géén radio) zaten daar op en door elkaar. Dat alles was maar matig beschermd door geklonken en geschroefde pantserplaten van zes tot tien millimeter dik (de productietanks hadden een voorplaat van 12 mm). Een voltreffer van een artilleriegranaat was meestal fataal. Maar ook machinegeweren waren een probleem. Door kieren en kijksleuven konden gesmolten kogelfragmenten heendringen. De bemanning werd daarom later voorzien van maliënvizieren om gezicht en ogen te beschermen. Een gasmasker tegen Duitse mosterdgasaanvallen hoorde ook tot de standaarduitrusting. De gevaarlijkste gassen produceerde de tank echter zelf. De ventilatie was volstrekt onvoldoende en regelmatig raakten hele bemanningen bij een temperatuur van 50 graden bedwelmd door uitlaatgassen en benzinedampen. Bij het vuren kwamen daar nog de cordietdampen bij.
Wat de tank extra kwetsbaar maakte, waren de lage snelheid (in het terrein hoogstens een paar kilometer per uur) en de zeer omslachtige besturing: er waren twee man nodig om de aparte versnellingsbak van iedere rupsband te bedienen. Om dat te ondervangen had Mother aan de achterkant een enorm dubbel "stuurwiel" hangen - nog een erfenis van Little Willie - dat als een soort sleepanker fungeerde. Door een van beide wielen te blokkeren, kon de chauffeur in z'n eentje de tank wat bijsturen; verder kon hij alleen gas geven en de primaire versnellingsbak omzetten. Door het helse lawaai dat motor en bewapening voortbrachten, verliep de communicatie wat moeizaam: de chauffeur sloeg eerst met een sleutel op de motorbak om de aandacht te trekken teneinde daarna met handsignalen de gewenste richting aan te geven.
Door de plaatsing van de bewapening in uitstekende barbettes aan de zijkant had de tank van voren een enorme dode hoek, ook al waren de kanonnen die kant op gericht (de machinegeweren, c.q. te bedienen door de laders, staken naar achteren). Voor het aanvallen van loopgraven was dat echter niet zo'n bezwaar. De tank schoof gewoon over de loopgraaf heen om dan aan beide kanten de bezetting daarvan uit te moorden. Daarbij kon de commandant, die naast de chauffeur op de bestuurdersbank zat en de remmen bediende, een uitneembaar machinegeweer door een kogelmantel in de voorkant van de cabine naar buiten steken en hij had voor zijn pistool ook nog een schietgat naar onderen in de neus van de tank.

## "Tank, Mk I"

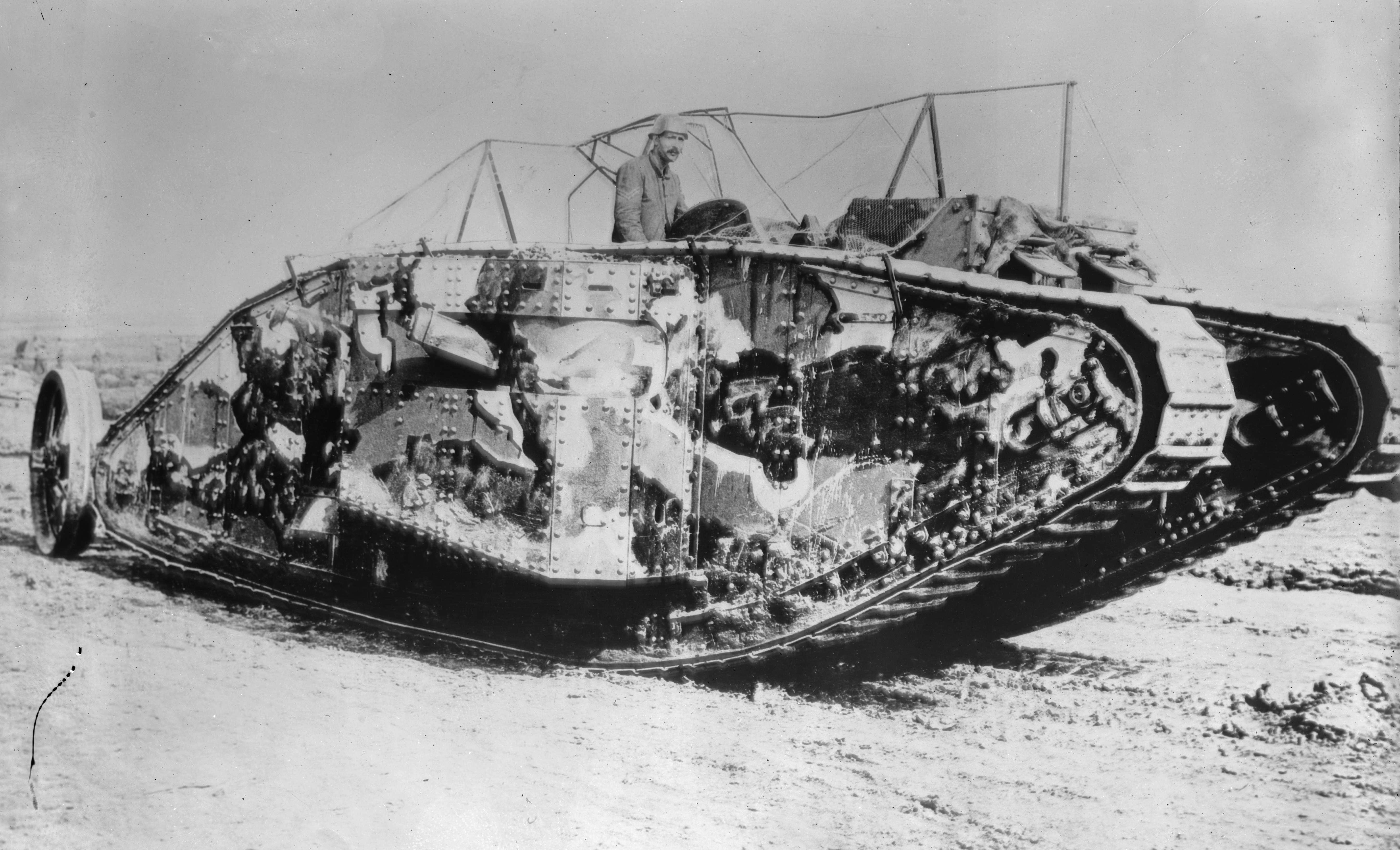
Een Mark I in Thetford in de camouflage van Solomon

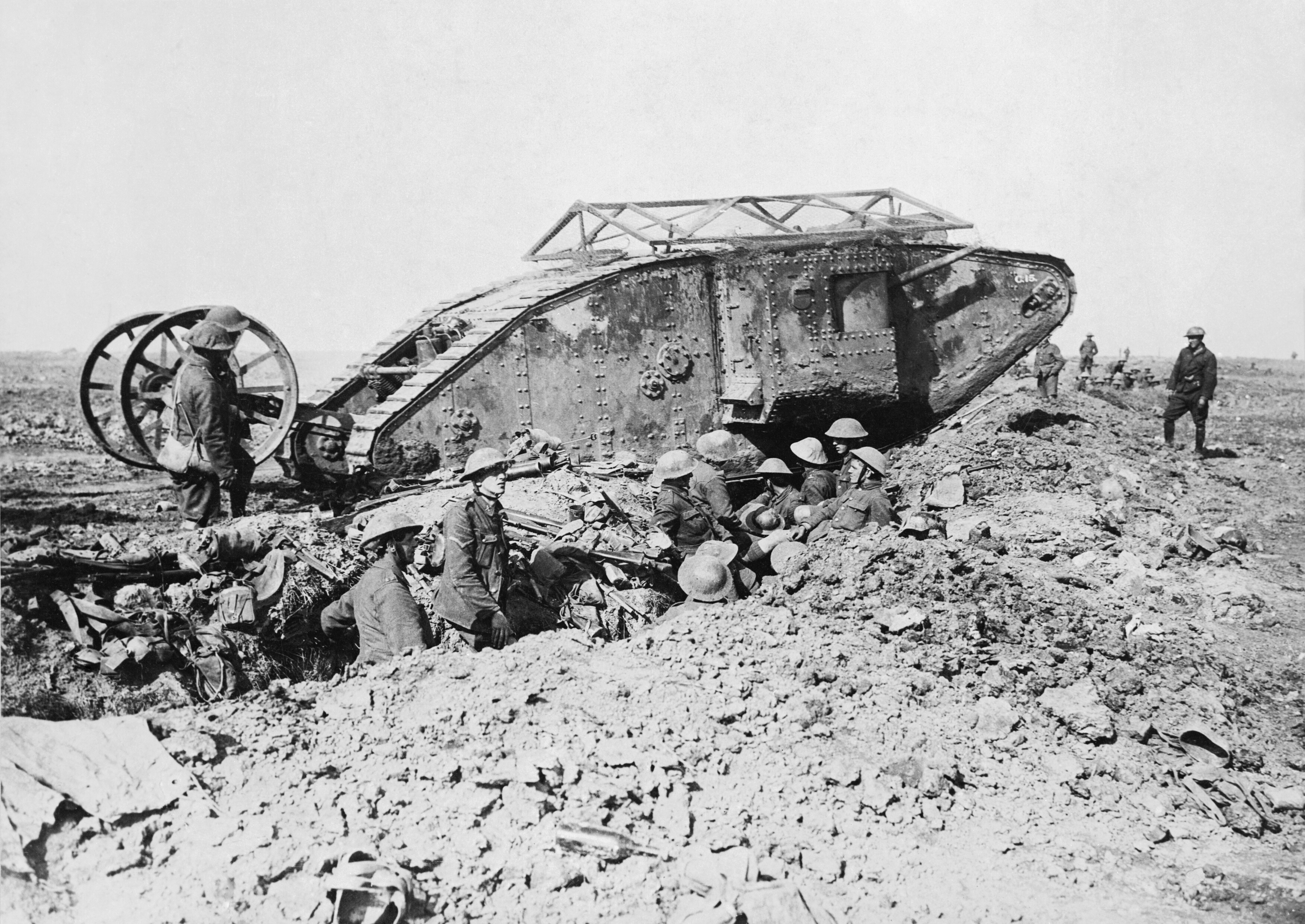
Mark I Male; tank C15 op 26 september 1916

De eerste voertuigen werden geleverd in juli 1916 en kregen (al in december 1915) om veiligheidsredenen de officiële naam Tank. Het personeel van de fabrieken was namelijk wijs gemaakt dat het verrijdbare watertanks waren voor het Britse expeditieleger dat in Mesopotamië tegen de Turken vocht.
De aanduiding Tank, Mk I ontstond pas toen er verbeterde typen geproduceerd werden en er dus behoefte was aan onderscheiding.
Ondertussen was in maart een speciaal krijgsmachtonderdeel voor tanks gevormd: het Tank Detachment. Omdat deze naam de nodige vraagtekens zou kunnen oproepen, werd dit al snel veranderd in Armoured Car Section, Machine Gun Corps, in mei hernoemd naar het nog minder opvallende Heavy Section. Het bevel daarover voerde dezelfde E.D. Swinton waar het verhaal mee begonnen is, nu in de tijdelijke rang van luitenant-kolonel. Swinton had zich namelijk helemaal gestort op het bedenken van passende tactieken voor het nieuwe wapen en het opperbevel gaf hem daarom de taak die denkbeelden maar eens in praktijk te brengen. Swinton was ook degene geweest die in het geheim de specificaties van 15 juni 1915 door het Inventions Committee opgesteld had. In zijn autobiografie Eyewitness beweerde hij later ook de bedenker te zijn geweest van de naam "tank". Stern beweerde echter in zijn boek Tanks 1914-1918: Logbook of a Pioneer hetzelfde. Swinton was in ieder geval degene die op 24 december 1915 in een vergadering met luitenant-kolonel Dally Jones "tank" de officiële naam maakte.
Swinton zorgde ervoor dat tanks half om half in twee verschillende typen werden gebouwd: de Male — met kanonnen en vier Hotchkiss machinegeweren — en de Female met alleen (zes) machinegeweren: de twee kanonnen waren vervangen door twee Vickers machinegeweren. De mannetjes moesten dan de vrouwtjes tegen zwaardere Duitse wapens beschermen. Ironisch genoeg bleek Mother dus achteraf een mannetje te zijn. Een belangrijke overweging was hierbij voor Swinton het gegeven dat er niet voldoende 57 mm kanonnen geproduceerd konden worden. Hij voelde er niets voor de schietopleiding en de logistiek met twee verschillende soorten hoofdbewapening te belasten. De productieorder werd in april verhoogd tot 150. Alle vijftig extra mocht Metropolitan maken. De serienummers waren 701-775 voor de Males en 501-575 voor de Females.
De eerste tanks bleven vooralsnog in Engeland. De training vond plaats op het landgoed Elveden bij Thetford in Norfolk. Er werden zes compagnieën van 25 tanks opgericht: A-F, met in iedere compagnie vier secties van zes tanks plus één tank voor de commandant. Compagnieën C en D werden van 13 tot 30 augustus naar Frankrijk overgebracht. Anders dan vaak beweerd wordt, gebeurde dit niet met opschriften in het Russisch die als bestemming Petrograd aangaven: die waren aangebracht voor het transport van de fabriek naar Elveden en werden daar overschilderd door een speciaal camouflagepatroon bedacht door luitenant-kolonel Solomon J. Solomon, toen de grootste expert op dit gebied. In Frankrijk vonden er vele demonstraties plaats voor allerlei soorten publiek, met het enorme risico dat ieder verrassingseffect verloren zou gaan. Swinton hoopte eerst alle tanks te kunnen concentreren voor een beslissend offensief. In die hoop zou hij bedrogen worden. Door de zeer bloedige mislukking van de eerdere fasen van de Slag aan de Somme (260.000 man verliezen over juli en augustus voor een terreinwinst van vijf kilometer) zat de Britse regering dringend verlegen om wat goed nieuws. Gehoopt werd dat de inzet van "wonderwapens" de grafstemming zou kunnen verlichten. Kolonel Estienne en onderminister Jules-Louis Bréton, normaal aartsvijanden, deden na een waarschuwing van Stern nog een gezamenlijk beroep op de Britse regering om te wachten tot ook de Franse tanks klaar waren, maar het mocht niet baten.

## Operationele geschiedenis

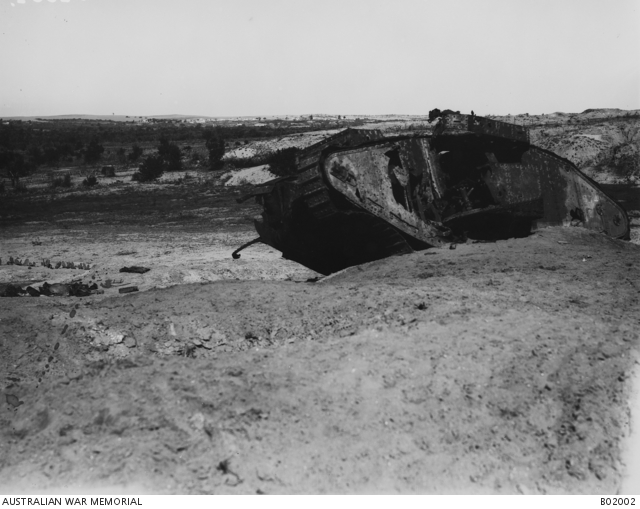
Een in april 1917 tijdens de Slag om Gaza kapotgeschoten Mark I Male

Zo kwam het op 15 september 1916 tot de eerste inzet van tanks bij "Flers-Courcelette". Dat is niet één plaatsje, maar duidt de frontsector tussen beide dorpen aan. De acht secties van C- en D-compagnie werden verdeeld over verschillende infanterie-eenheden van het Vierde Leger en het Reserveleger, die vrij ver uit elkaar lagen en de tanks vochten in kleine groepjes van twee of drie stuks. Op dat moment waren er in totaal 59 tanks in Frankrijk aanwezig. Tien daarvan waren in reparatie. De mechanische betrouwbaarheid was zo slecht dat een derde van de overige voertuigen de frontlijn niets eens haalde. Maar 32 tanks bereikten de startlijn en daarvan liepen er nog eens veertien vast voordat ze enig gevechtscontact hadden gemaakt. Maar negen wisten er voor de eigen troepen uit op te rukken. De overlevering wil dat het tank D1 was, onder commando van kapitein H.W. Mortimore, die rond zes uur in de morgen als eerste de vijandelijke linies bereikte. Volgens het Guinness Book of Tank Facts & Feats vestigde D1 toen meteen twee records, want hij werd kort daarop als eerste tank uit de geschiedenis door een voltreffer uitgeschakeld. Zeventien tanks werden geraakt door granaten; tien bleven er achter op het slagveld. Voor de Duitsers was het opduiken van de onbekende stalen monsters echter een volkomen verrassing. De gewone soldaat had geen enkel middel om zich te verdedigen en was psychologisch totaal onvoorbereid. Ondanks de naar moderne begrippen geringe directe terreinwinst die dag en de hoge uitval onder de tanks zelf, bleken de verliezen onder de Britse infanterie aanzienlijk verminderd. De tank had aangetoond een nuttig wapen te zijn, al was het alleen maar omdat hij de noodzaak wegnam bij ieder offensief de helft van de afgeschoten granaten te besteden aan het vernietigen van prikkeldraadversperringen. Op 19 september gaf Douglas Haig, de Britse opperbevelhebber, het bevel er nog eens 1000 meer te produceren. Dit kwam als een verrassing: Tritton had zich al gestort op een nieuw project, de Flying Elephant.
In de maanden na de eerste inzet werden regelmatig kleine groepjes tanks in de strijd geworpen. Doordat de productie echter weer zo goed als stil was gelegd in afwachting van nadere beslissingen van hogerop, bleek het voorlopig nauwelijks meer mogelijk om tot effectieve tankconcentraties te komen. De enige uitzondering was een actie op 13 november waaraan 40 tanks deelnamen. Er werd zelfs besloten om B-compagnie helemaal geen tanks toe te wijzen teneinde de andere compagnieën wat reserve te geven. De Mark I's die midden 1917, toen de massaproductie van nieuwere modellen op gang kwam, nog resteerden, werden grotendeels omgebouwd tot bevoorradingstank, in een paar gevallen tot radiotank. De Gun Carrier Mark I is niet in strikte zin een ombouw van de Mark I, maar is wél van zijn onderdelen vervaardigd.
In januari 1917 werden acht Mark I's naar Palestina verscheept met personeel van de E-compagnie onder leiding van majoor Normann Nutt (een van de tanks werd HMLS Nutty gedoopt) om deel te nemen aan generaal Archibald Murray's offensief bij Gaza tegen de Turken op 17 april. Dit mislukte, maar de tanks waren nog steeds operationeel tijdens het wel succesvolle offensief van generaal Edmund Allenby op 1 november. Ze konden de snelle Britse opmars niet volgen, omdat er geen werkende spoorlijn naar het noorden meer was - en een tocht op eigen kracht zou ze totaal hebben doen verslijten.

## Tankeuforie
De meeste indruk maakte de tank bij het Britse publiek. Een welhaast hysterische vreugde om het nieuwe wapen maakte zich van het volk meester. Dat moeten we natuurlijk zien in samenhang met de wanhopige stemming die er tevoren heerste. De tank werd zo de lieveling van de politici. Toen de War Council Haigs order herriep, bevestigde Lloyd George, toen Minister van Defensie, hem onmiddellijk. Maar de nieuwe tanks zouden niet van de Mark I zijn. Een verbeterd type werd voorzien: de Mark II.

## Afloop
Na het eind van de oorlog had de Royal Commission on Awards to Inventors (ingesteld omdat uitvinders om veiligheidsredenen geen patenten hadden kunnen aanvragen) een prijs van 33.000 pond uit te delen aan de uitvinder van de tank. Maar wie was dat? Tijdens een hoorzitting op 6 oktober 1919 kwamen maar liefst dertien man naar voren om die eer voor zich op te eisen. Churchill vond het beneden zijn stand om mee te dingen, maar was wel aanwezig als getuige. Lancelot de Mole (een Australische uitvinder van voor de oorlog), Crompton en Hetherington kregen niks. Sueter kreeg ook niets, maar zijn aannemers voor een alternatieve tank, MacFie en Nesfield, mochten duizend pond delen. Dat bedrag was er ook voor d'Eyncourt en Swinton elk. De hoofdsom werd gedeeld door Tritton en Wilson.

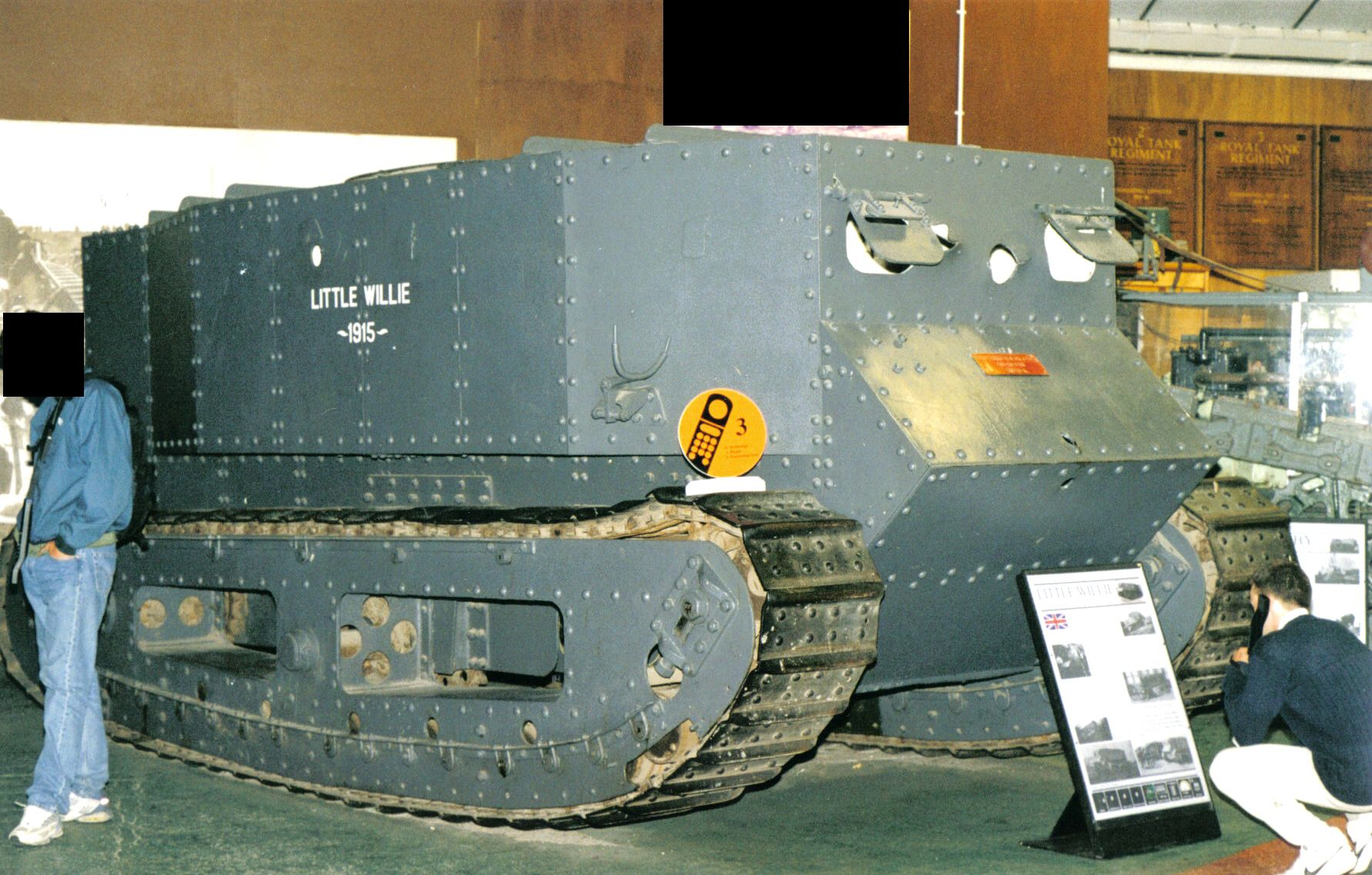
Little Willie in het Bovington Tank Museum

Little Willie is nog te bekijken in het Tank Museum te Bovington. De lege romp van Mother stond daar ook maar werd in 1940 omgesmolten. Little Willie ontsnapte aan dat lot doordat hij zogenaamd werd ingezet als bewaking tegen een mogelijke Duitse invasie. Ook de granaat en huls van het eerste schot dat Hetherington en Stern bijna fataal werd, zijn er te bewonderen. De enige Mark I die nog bestaat is No. 702: het exemplaar dat in 1919 aan Lord Salisbury werd gegeven als dank voor het beschikbaar stellen van zijn landgoed Hatfield Park voor de eerste rijproeven en dat aldaar als monument stond tot 1970, toen het naar Bovington werd overgebracht voor (oppervlakkige) restauratie en tentoonstelling.